# إيدا ليفين
إيدا ليفين (بالإنجليزية: Ida Levin)‏ هي عازفة كمان أمريكية، ولدت في 1963، وتوفيت في نوفمبر 2016.

## وصلات خارجية
- إيدا ليفين على موقع ميوزك برينز (الإنجليزية)
- إيدا ليفين على موقع ديسكوغز (الإنجليزية)